# 小波蘭地區森濟舒夫

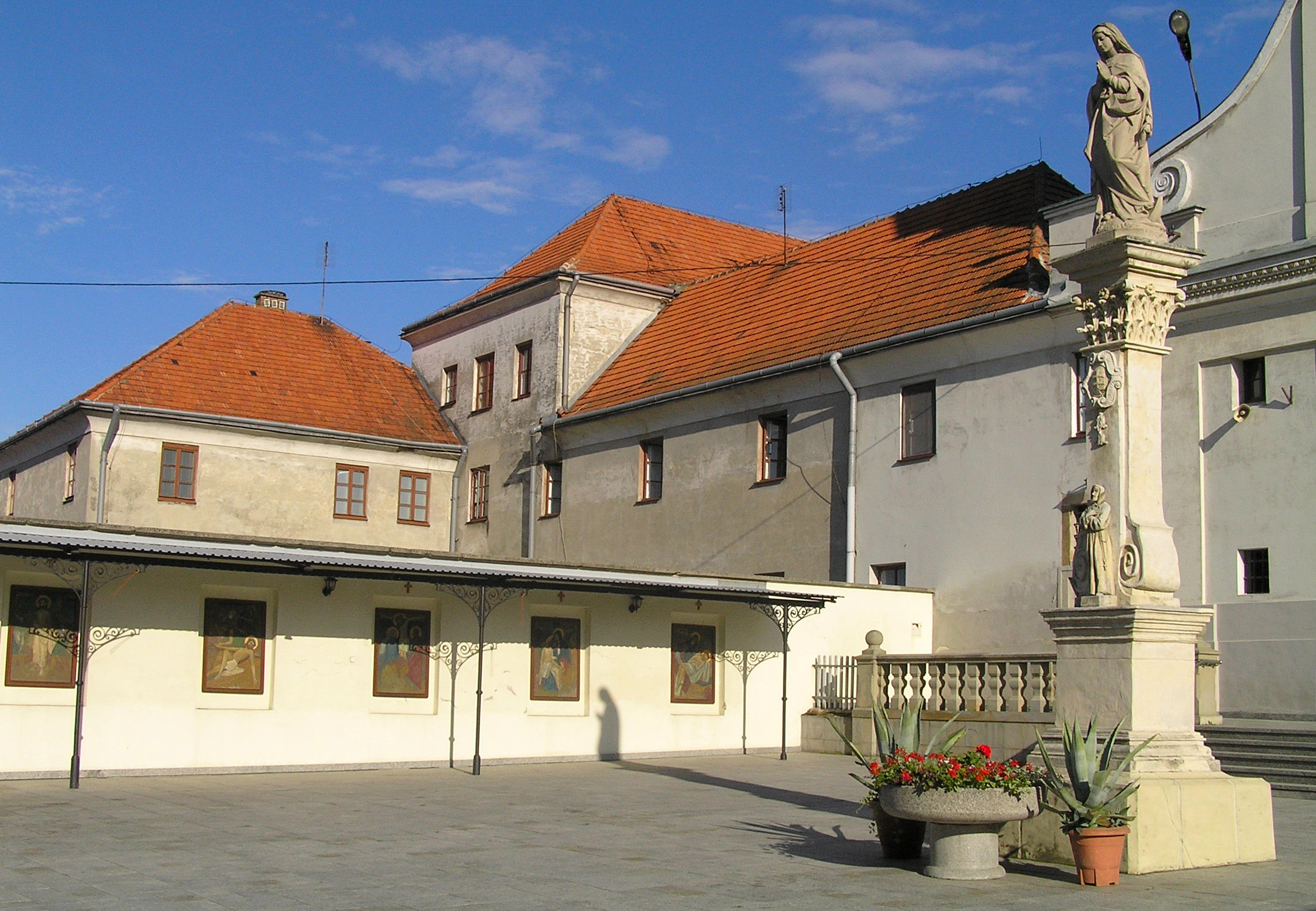

小波蘭地區森濟舒夫是波蘭的城鎮，位於該國東南部，由喀爾巴阡山省負責管轄，面積9.96平方公里，每年平均降雨量650毫米，2006年人口7,121。在第一次瓜分波蘭中，該鎮在1772被納入奧地利管治範圍。
50°04′N 21°42′E / 50.067°N 21.700°E